# Sibon miskitus
Espèce
Statut de conservation UICN

 NT  : Quasi menacé
Sibon miskitus  est une espèce de serpents de la famille des Dipsadidae.

## Répartition
Cette espèce est endémique de La Mosquitia dans le nord-est du Honduras.

## Publication originale
- Mccranie, 2006 : New species of Sibon (Squamata: Colubridae) from Northeastern Honduras. Journal of Herpetology, vol. 40, no 1, p. 16-21.